# Kompania graniczna KOP „Druskienniki”
Kompania graniczna KOP „Druskieniki” – pododdział graniczny Korpusu Ochrony Pogranicza pełniący służbę ochronną na granicy polsko-litewskiej.

## Geneza
Do czasu zakończenia wojny polsko-bolszewickiej, czyli do jesieni 1920, wschodnią granicę państwa polskiego wyznaczała linia frontu. Dopiero zarządzeniem z 6 listopada 1920 utworzono Kordon Graniczny Ministerstwa Spraw Wojskowych. W połowie stycznia 1921 zmodyfikowano formę ochrony granicy i rozpoczęto organizowanie Kordonu Granicznego Naczelnego Dowództwa WP. Obsadzony on miał być przez żandarmerię polową i oddziały wojskowe. Latem 1921 ochronę granicy wschodniej postanowiło powierzyć Batalionom Celnym. W Druskienikach rozmieszczono dowództwo i pododdziały sztabowe 41 batalionu celnego, oraz jego 3 i 4 kompanię. 
W drugiej połowie 1922 przeprowadzono kolejną reorganizację organów strzegących granicy wschodniej. 1 września 1922 bataliony celne przemianowano na bataliony Straży Granicznej. W rejonie odpowiedzialności przyszłej kompanii granicznej KOP „Druskieniki” służbę graniczną pełniły pododdziały 41 batalionu Straży Granicznej. 
Już w następnym zlikwidowano Straż Graniczną, a z dniem 1 lipca 1923 pełnienie służby granicznej na wschodnich rubieżach powierzono Policji Państwowej. 
W sierpniu 1924 podjęto uchwałę o powołaniu Korpusu Ochrony Pogranicza – formacji zorganizowanej na wzór wojskowy, a będącej w etacie Ministerstwa Spraw Wewnętrznych.

## Formowanie i zmiany organizacyjne
Na podstawie rozporządzenie Ministra Spraw Wewnętrznych nr 1099 ze stycznia 1926, w trzecim etapie organizacji Korpusu Ochrony Pogranicza, sformowano 23 batalion graniczny , a w jego składzie 1 kompanię graniczną KOP. W listopadzie 1936 kompania liczyła 2 oficerów, 9 podoficerów, 5 nadterminowych i 76 żołnierzy służby zasadniczej.
W 1939 1 kompania graniczna KOP „Druskieniki” podlegała dowódcy batalionu KOP „Orany”.

## Służba graniczna
Podstawową jednostką taktyczną Korpusu Ochrony Pogranicza przeznaczoną do pełnienia służby ochronnej był batalion graniczny. Odcinek batalionu dzielił się na pododcinki kompanii, a te z kolei na pododcinki strażnic, które były „zasadniczymi jednostkami pełniącymi służbę ochronną”, w sile półplutonu. Służba ochronna pełniona była systemem zmiennym, polegającym na stałym patrolowaniu strefy nadgranicznej i tyłowej, wystawianiu posterunków alarmowych, obserwacyjnych i kontrolnych stałych, patrolowaniu i organizowaniu zasadzek w miejscach rozpoznanych jako niebezpieczne, kontrolowaniu dokumentów i zatrzymywaniu osób podejrzanych, a także utrzymywaniu ścisłej łączności między oddziałami i władzami administracyjnymi. Miejscowość, w którym stacjonowała kompania graniczna, posiadała status garnizonu Korpusu Ochrony Pogranicza.
1 kompania graniczna „Druskieniki” w 1934 ochraniała odcinek granicy państwowej szerokości 40 kilometrów 500 metrów.
Sąsiednie kompanie graniczne:
- 3 kompania graniczna KOP „Kalety” ⇔ 2 kompania graniczna KOP „Rondamańce” – 1928[13]
- 3 kompania graniczna KOP „Kalety” ⇔ 2 kompania graniczna KOP „Marcinkańce” – 1929[14], 1932[15], 1934[16] i 1938[17]

## Struktura organizacyjna
Strażnice kompanii w 1928
- strażnica KOP „Szabany”
- strażnica KOP „Przewałka”
- strażnica KOP „Druskieniki Cegielnia”[c]
- strażnica KOP „Druskieniki Most”

Strażnice kompanii w 1932 i w 1934:
- strażnica KOP „Szabany”
- strażnica KOP „Przewałka”
- strażnica KOP „Druskieniki−cegielnia”[d]
- strażnica KOP „Druskieniki”[e]
- strażnica KOP „Wiciuny”

Strażnice kompanii w 1938 i we wrześniu 1939
- strażnica KOP „Szabany”[f]
- strażnica KOP „Przewałka”[g]
- strażnica KOP „Cegielnia”
- strażnica KOP „Druskieniki”[h]
- strażnica KOP „Wiciuny”[i]

## Żołnierze  kompanii
Dowódcy kompanii
- kpt. Jan Zdanowicz (był w 1928)[19]
- kpt. Tadeusz II Marek (1 IV 1932 − był XII 1934)[20]
- kpt. piech. Hubert Feliks Klemens[j]

Oficerowie młodsi
- por. piech. Aleksander Wesołek (III 1933 – 1935)
- por. piech. Józef Jurałomski (był w III 1939)

Podoficerowie
- Stanisław Cymmerman